# Le Nuage en pantalon
Le Nuage en pantalon (en russe : «О́блако в штана́х») est un poème de Vladimir Maïakovski, écrit entre 1914 et 1915. Il est dédié à Lili Brik.

## Composition et sujet
Vladimir Maïakovski commence à travailler à ce poème au premier semestre de 1914, comme il en témoigne son autobiographie Moi-même : « Début de l'an 14. Je sens la maîtrise. Je peux dominer ce sujet. Étroitement. Je pose une question à ce sujet. À propos du révolutionnaire. Je pense au nuage en pantalon ». La rédaction en est achevée en juillet 1915 à Kuokkala (aujourd'hui Repino, près de Saint-Pétersbourg).
Selon le témoignage de ses proches, la première partie du poème est inspirée par un épisode sentimental : lors d’un voyage des futuristes en Russie. À Odessa, où ils sont intervenus du 16 au 19 janvier 1914, il rencontre Maria Denissova, dont il s'éprend. Malgré sa sympathie pour le poète, la jeune fille se refuse à une relation amoureuse avec lui.
Le poème a cependant des références plus larges : Dans la préface à la première édition intégrale, en 1918, Vladimir Maïakovski écrit :

« Je considère Le nuage en pantalon (le premier nom, Le Treizième apôtre a été caviardé par la censure. Je ne le rétablis pas. Je m'y suis habitué) comme le catéchisme de l'art d'aujourd'hui ; un cri en quatre parties — À bas votre amour, à bas votre art, à bas votre système, à bas votre religion. »

Une courte introduction précède ces quatre parties.

## Premières éditions et censure
Le poème porte d'abord le titre Le Treizième apôtre («Тринадцатый апостол»), mais la censure exige un autre nom, et Maïakovski retient celui de Nuage en pantalon. Des extraits du prologue et de la 4e partie sont publiés dans le recueil Sagittaire («Стрелец») en février 1915.
L'auteur publie plusieurs strophes des 2e et 3e parties dans son article Les Différents Maïakovski, publié dans le Journal des journaux en août 1915. Le poème est alors sous-titré Tragédie par Vladimir Maïakovski. Dans les autres publications, il lui donne celui deTétraptique, mettant en exergue la composition en quatre parties.
La première édition d'ensemble du poème a été publiée par Ossip Brik en septembre 1915, avec un grand nombre de coupures par la censure.
En 1916, il est réimprimé par la maison d'édition Parous («Парус») dans la collection Simple comme un mugissement, dans une version également très censurée. Après la révolution de Février, le journal Nouveau satyricon (ru) de mars 1917 publie les extraits cette fois non censurés du poème sous le titre de l'auteur Je restaure («Восстанавливаю»).
La première édition complète non censurée du Nuage en pantalon est publiée début de 1918 à Moscou par la maison d'édition ASIS (Association de l'art socialiste - «Ассоциация социалистического искусства»).

## Quelques traductions françaises
- Le Nuage en pantalon, traduction Benjamin Goriély, portrait de Maïakovski par Samuel Granowsky[5], Aux Portes de France, 1947[6].
- La Nue empantalonnée, trad. Armand Robin in Quatre Poètes russes, Maïakovsky, Pasternak, Blok, Essenine, Éditions du Seuil, 1949.
- Le Nuage en pantalon, Aux Portes De France, 53 p., 1957.
- Le Nuage en pantalon, traduction Wladimir Berelowitch, Mille et une nuits, 1998.
- Le Nuage en pantalon, traduction Charles Dobzynski, bilingue, Le Temps des cerises / Trois-Rivières, Écrits des forges, Pantin, 1998.
- Un nuage en pantalon, traduction d'Elena Bagno et Valentina Chepiga, préfacé par Elena Truuts, avant-propos de Florian Voutev, Vibration éditions, 2019.